# Israele ai Giochi della XXIII Olimpiade
Israele partecipò ai Giochi della XXIII Olimpiade, svoltisi a Los Angeles, Stati Uniti, dal 28 luglio al 12 agosto 1984, con una delegazione di 32 atleti impegnati in undici discipline.